# Quartiers Nord (Orléans)
Les quartiers Nord d'Orléans sont des quartiers situés dans le Loiret en région Centre-Val de Loire. 

## Géographie

### Situation
Les quartiers se situent au nord d'Orléans.

### Transports
La ligne de ligne A du tramway d'Orléans dessert le quartier.

## Description
La mairie de proximité des quartiers Nord se situe au 11, rue Charles-le-Chauve.
Ils comptent 18 000 habitants et se composent des quartiers :

### Gare - Pasteur - Saint-Vincent
Le quartier comporte la gare d'Orléans qui assure l'intermodalité entre les trains, les bus urbains et le tram. Il comptabilise 10 000 habitants. De nombreux projets d'aménagements sont en cours avec notamment le chantier de l'avenue Münster, la requalification de l'axe situé entre le boulevard Alexandre-Martin et le boulevard Marie-Stuart, etc.

### Blossières - Murlins - Acacias
Il comprend des maisons et des habitats collectifs et a une population de 8 000 habitants, il compte plusieurs commerces et accueille tous les mardis matin, le marché des Blossières.
Blossières est un petit quartier prioritaire comptant une dizaine d'immeubles collectifs pour 1 452 habitants et un taux de pauvreté de 43 %